# IC 5065
IC 5065 — галактика типу SB0 (компактна витягнута галактика) у сузір'ї Мікроскоп.
Цей об'єкт міститься в оригінальній редакції індексного каталогу.